# HD 221525
HD 221525 är en ensam stjärna belägen nära himmelska nordpolen i stjärnbilden Cepheus. Den har en skenbar magnitud av ca 5,56 och är svagt synlig för blotta ögat där ljusföroreningar ej förekommer, men är omkring 30 gånger ljusare än den närbelägna Polstjärnan. Baserat på parallax enligt Gaia Data Release 2 på ca 10,3 mas, beräknas den befinna sig på ett avstånd på ca 317 ljusår (ca 97 parsek) från solen. Den rör sig närmare solen med en heliocentrisk radialhastighet på ca -11 km/s.

## Egenskaper
HD 221525 är en vit till blå underjättestjärna av spektralklass A7 IV eller jättestjärna av spektralklass A8 III.  Den har en massa som är ca 2,3 solmassor, en radie som är ca 4 solradier och har ca 44 gånger solens utstrålning av energi från dess fotosfär vid en genomsnittlig effektiv temperatur av ca 7 500 K.